# Bitwa pod Tryszkami
Bitwa pod Tryszkami – starcie zbrojne, które miało miejsce 14 grudnia 1701 r. pod Tryszkami na Żmudzi. Hetman Ogiński zaatakował obóz Karola XII. Zarzucano po tym Ogińskiemu, że spowodował tym wkroczenie wojsk szwedzkich na Litwę w początkach 1702 r.